# Aeropuerto de Gaya
El Aeropuerto de Gaya, también conocido como Aeropuerto Bodhgaya, (IATA: GAY, OACI: VEGY) es un aeropuerto público que da servicio a Gaya, Bihar, India.

## Destinos
Estos son los destinos del aeropuerto (enero de 2020):
| Ciudades por países | Nombre del aeropuerto                               | Aerolíneas                              | Aeronaves         | Frecuencias semanales |      |
| Asia                | Asia                                                | Asia                                    | Asia              | Asia                  | Asia |
| ------------------- | --------------------------------------------------- | --------------------------------------- | ----------------- | --------------------- | ---- |
| Birmania            |                                                     |                                         |                   |                       |      |
| Rangún              | Aeropuerto Internacional de Rangún                  | Air India Myanmar Airways International |                   |                       |      |
| Bután               |                                                     |                                         |                   |                       |      |
| Paro                | Aeropuerto Internacional de Paro                    | Bhutan Airlines Druk Air                | A319-112          |                       |      |
| India               |                                                     |                                         |                   |                       |      |
| Benarés             | Aeropuerto Internacional Lal Bahadur Shastri        | Air India IndiGo                        |                   |                       |      |
| Calcuta             | Aeropuerto Internacional Netaji Subhas Chandra Bose | Air India IndiGo                        |                   |                       |      |
| Delhi               | Aeropuerto Internacional Indira Gandhi              | Air India                               |                   |                       |      |
| Tailandia           |                                                     |                                         |                   |                       |      |
| Bangkok             | Aeropuerto Don Mueang                               | Thai AirAsia                            | A32x              |                       |      |
| Bangkok             | Aeropuerto Suvarnabhumi                             | Bhutan Airlines Druk Air Thai Smile     | A319-112 A320-232 |                       |      |

## Estadísticas
Ver fuente y consulta Wikidata.